# Território de Identidade Itaparica
Itaparica é um território de identidade (TI) do estado brasileiro da Bahia, localizado no norte dessa unidade federativa, na divisa com Pernambuco, Sergipe e Alagoas.
O território de identidade é constituído dos seguintes municípios: Abaré, Chorrochó, Glória, Macururé, Paulo Afonso e Rodelas.

## História
A região originalmente era habitada pelos indígenas tuxás, pancararés, aticuns, tumbalalás e cantarurés, os quais ainda podem ser encontrados na região.
As primeiras penetrações nessa área ocorreram nos séculos XVI e XVII, tendo alcançado as quedas d’água denominadas Forquilha ou Sumidouro (atual Cachoeira de Paulo Afonso).
A colonização do TI Itaparica ocorreu nos séculos XVII e XVIII, com a chegada de vaqueiros ligados à Casa da Torre. O primeiro povoado da região foi Curral dos Bois (atual Glória Velha, inundada).
Glória foi emancipada de Jeremoabo em 1886 com o nome Santo Antônio da Glória, sendo o primeiro município da região.
A história da região, então com economia de base agrária, começou a mudar em 1913, quando o empresário e industrial Delmiro Gouveia mandou construir a Usina Hidrelétrica Angiquinho, para abastecer a sua indústria têxtil em Pedra.
Em 1945, foi criada a Companhia Hidroelétrica do São Francisco (CHESF), visando ao aproveitamento do potencial hidrelétrico da Cachoeira de Paulo Afonso. A primeira usina do Complexo Hidrelétrico de Paulo Afonso foi inaugurada na década de 1950, trazendo grande crescimento ao povoado de Paulo Afonso, emancipado de Glória nessa época.
Na década de 1970, foi inaugurada a Usina Hidrelétrica de Moxotó, cujo reservatório inundou a antiga sede municipal de Glória, que teve de ser transferida para um novo local (atual Nova Glória). No final do decênio seguinte, com a inauguração da Usina Hidrelétrica de Itaparica, a sede municipal de Rodelas teve de ser transferida.

## Geografia
O TI Itaparica está localizado no norte da Bahia e está totalmente dentro do Polígono das Secas. Tem como clima predominante o tropical semiárido e a vegetação, a Caatinga.
Parte da região está em processo de desertificação e o clima árido já foi detectado na totalidade dos territórios municipais de Abaré, Chorrochó e Macururé e parte de Rodelas.

## Dados do território de identidade
Área: 12.343 km²
População (censo IBGE/2022): 174.176 hab.
Município mais populoso: Paulo Afonso (112.870 hab.)
Quantidade de municípios: 6
PIB (2020): R$ 4,9 bilhões